# Мехмед Хасиб паша
Мехмед Хасиб паша (на турски: Mehmet Hasip Paşa) е османски офицер и администратор.

## Биография
От септември 1839 година до февруари 1840 година Мехмед Хасиб паша е валия на Солунския еялет. Мехмед Хасиб е харесван от местното християнско население. Управлението му съвпада с въстаническите действията на Иларион Карадзоглу на Халкидика, опитите на агентите на Мохамед Али паша от техните бази на Тасос и в Кавала да вдигнат християни и мюсюлмани срещу султана и слуховете за неминуемо въстание в Източна и Централна Македония. Всичко това принуждава Високата порта да уволни Мехмед Хасиб и да го замени с по-суровия военен Мехмед Емин Али паша.
От юни 1840 година до март 1841 година е ръководител на Държавния съдебен съвет, след което е четири години министър на вакъфите. От септември 1848 до май 1850 година е валия в Хиджаз. Умира в 1870 година.